# ホテル・リスボア

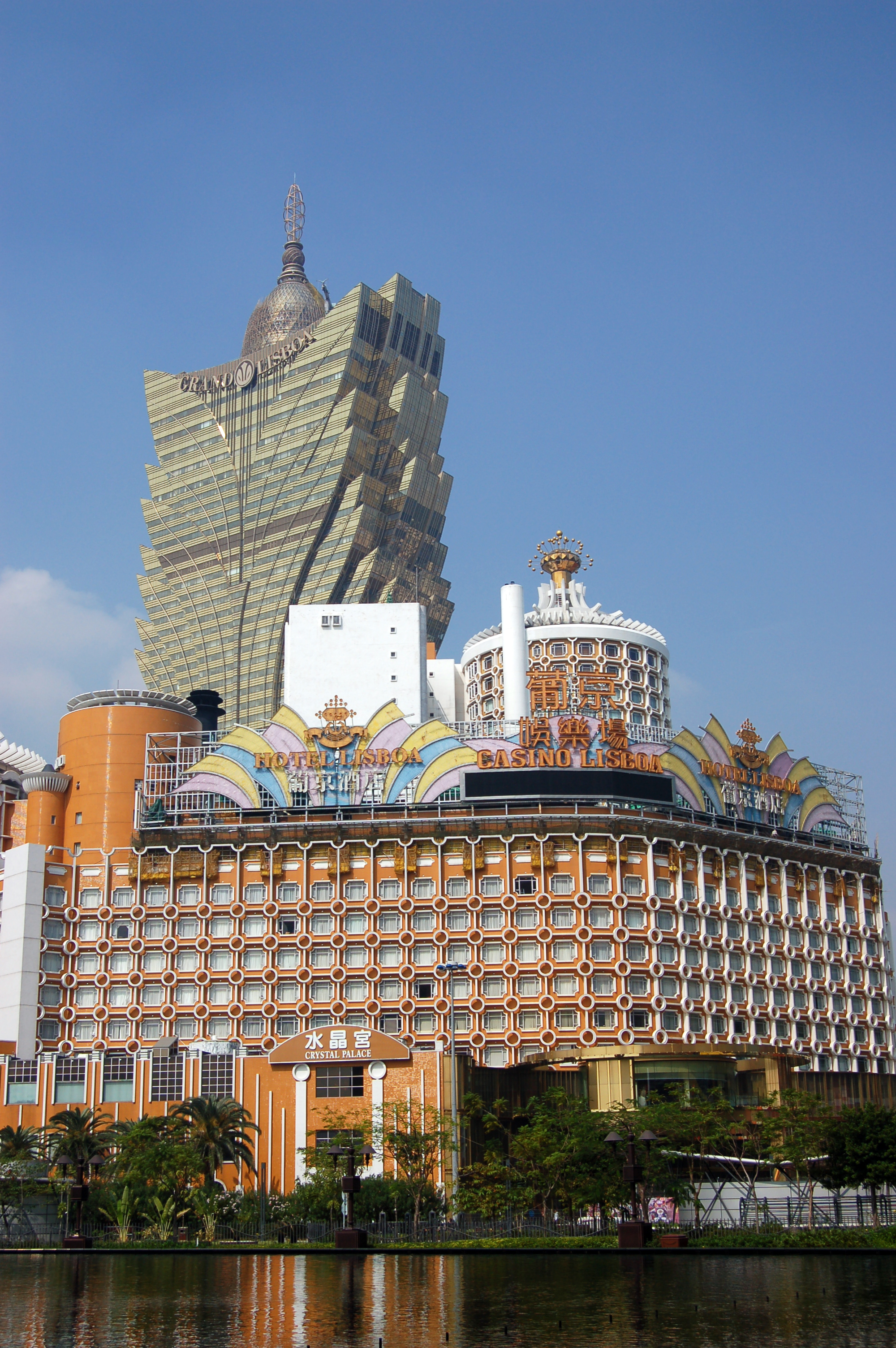

ホテル・リスボア（澳門葡京酒店、Hotel Lisboa Macau）は中国マカオ大堂区にあるカジノホテル。スタンレー・ホーの会社であるマカオ旅行娯楽会社(澳門旅遊娛樂股份有限公司)が所有する。
開業時のカジノと12階建ての曲線状のホテルは、1970年代にスタンレー・ホー、テディ・イップ、葉漢および霍英東が建設した。1991年には270室の別館が追加され計927室になった。2006年にはさらに別の別館「グランド・リスボア」が現在の複合施設の隣に建てられた。これにより、2010年時点でホテル・リスボアには2362室がある。ここは、元のカジノ・リスボアのすぐ隣にあるウィン・マカオと競合するところがある。

## ロブション・ア・ガレア
ジョエル・ロブションが所有するレストラン「ロブション・ア・ガレア」は2008年にミシュランガイドで3つ星を獲得した。このレストランはホロホロチョウとフォアグラのローストといった欧州料理をアラカルトメニューで提供している。レストランはグランド・リスボアの最上階に移転し、「ロブション・オ・ドーム」と改名した
。

## ギャラリー

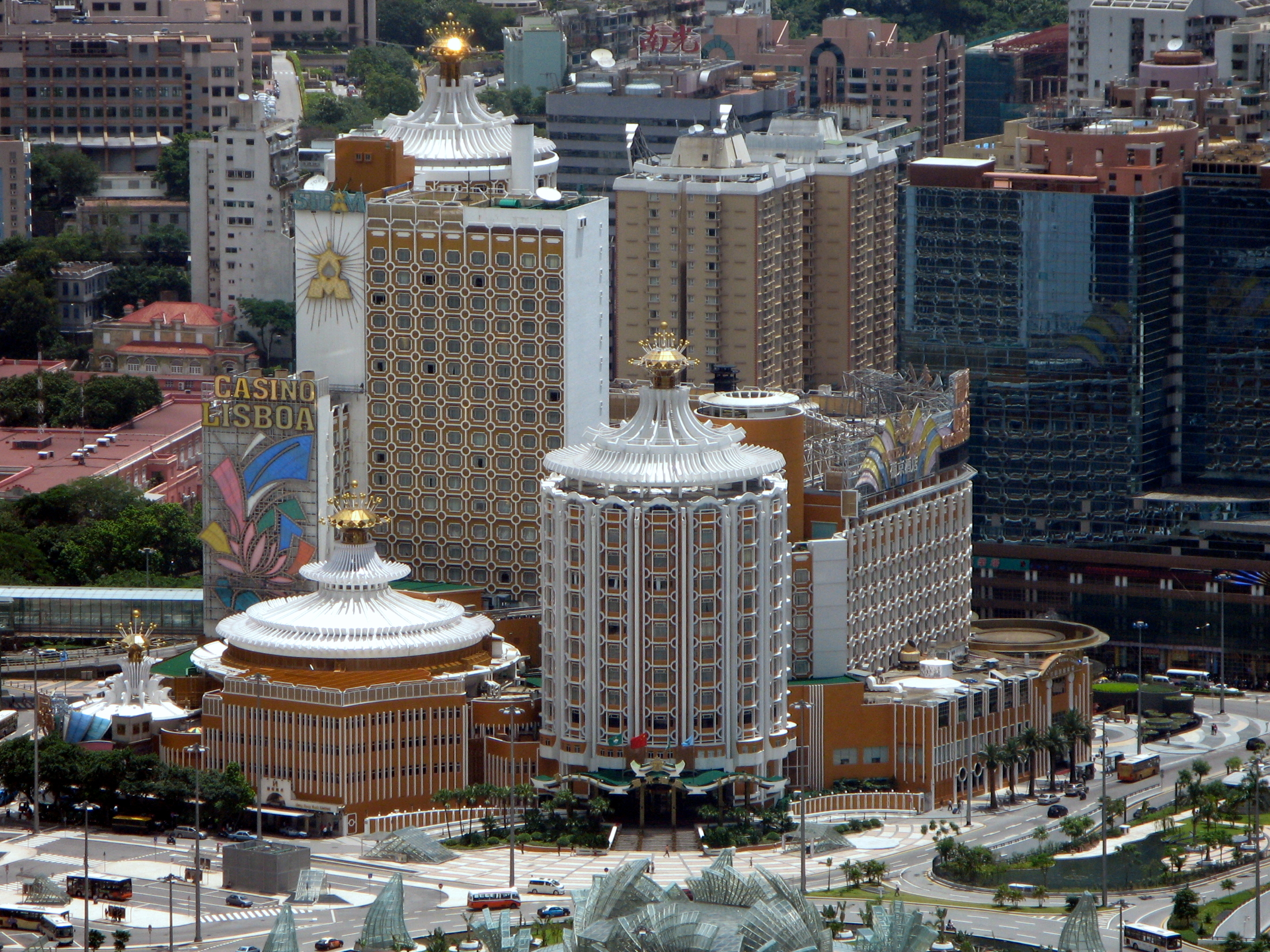
全景
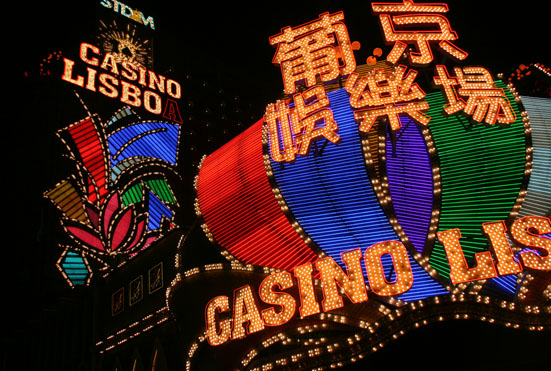
夜のカジノのエントランス
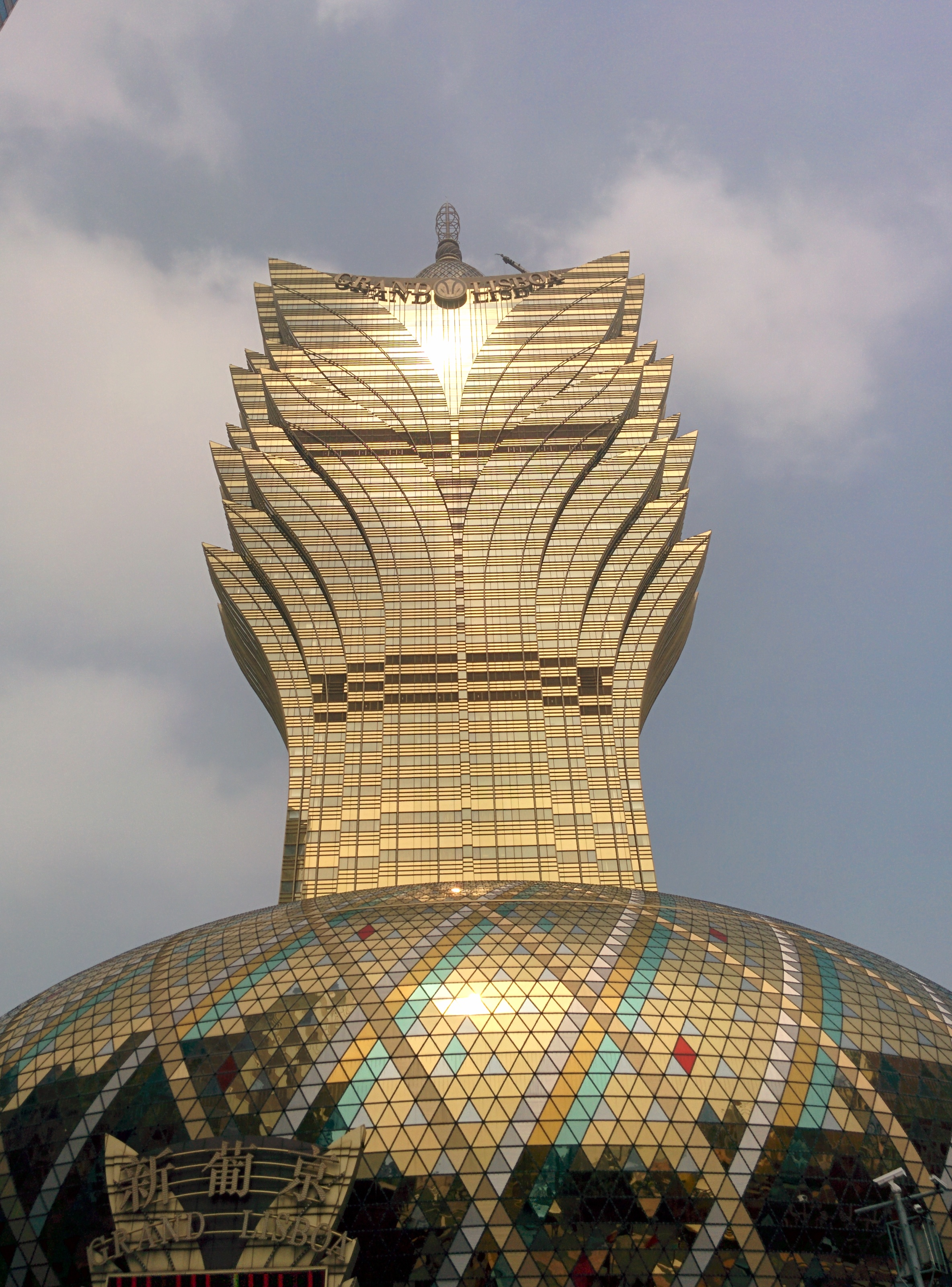
グランド・リスボア
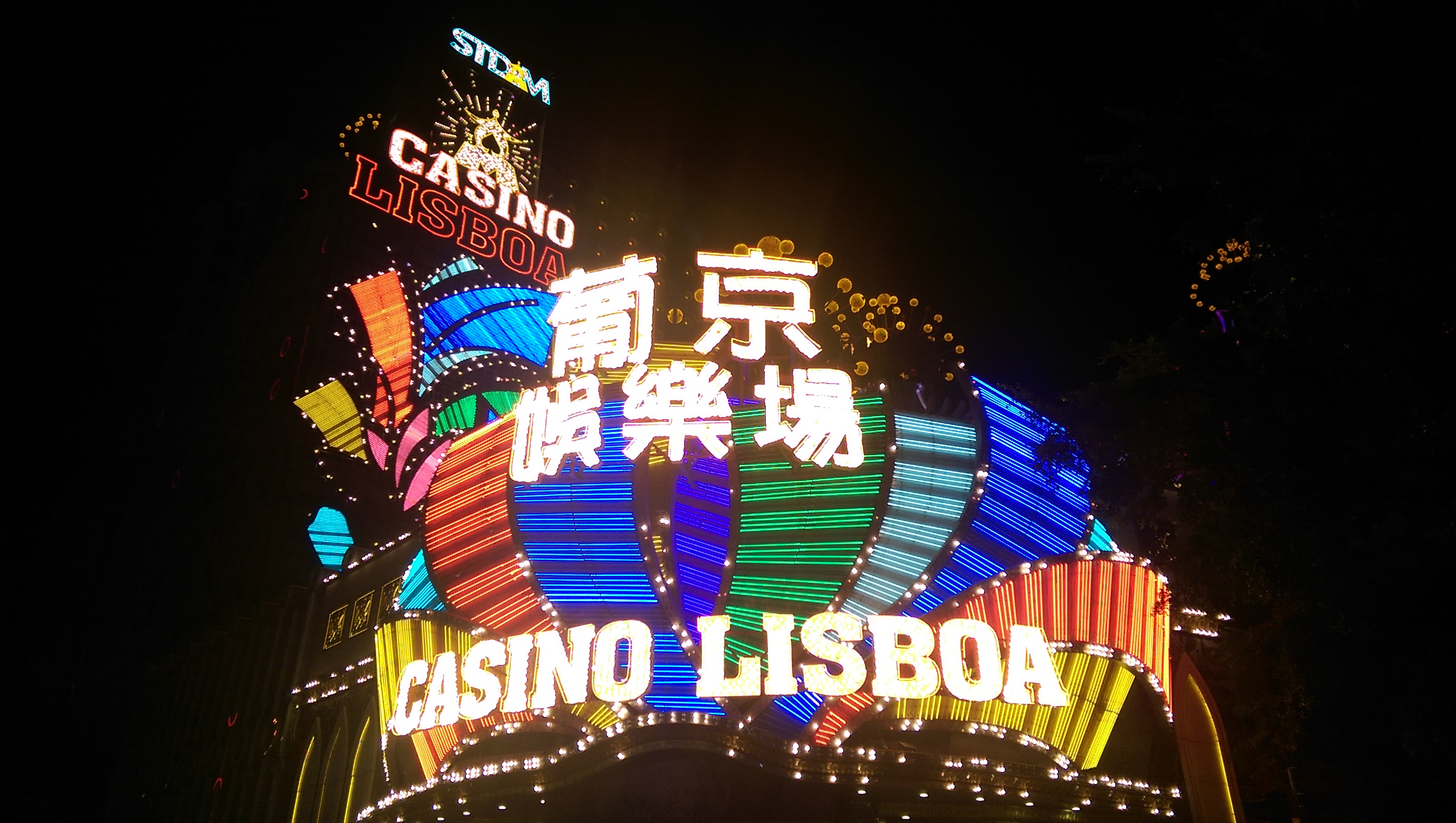